# Sorteper (eksperimentalfilm)
|  | Denne artikel er oprettet af botten Steenthbot ud fra en ekstern database. Den kan derfor have sproglige fejl eller mangler. Denne skabelon kan fjernes efter kontrol af indholdet. |

 For alternative betydninger, se Sorteper. (Se også artikler, som begynder med Sorteper)
Sorteper er en dansk eksperimentalfilm fra 1987 instrueret af Søren la Cour efter eget manuskript.

## Handling
Filmen handler om et kærestepar, der skal til fest sammen. Hun er sur, han er glad. Sorteper - at være sur - bliver givet til ham. Det har en parallel til kortspillet Sortepers idé om, at når den ene part er vinder, så er den anden taber.